# عملیات سپر بهار
عملیات سپر بهار (به ترکی استانبولی: Bahar Kalkanı Harekâtı) یک عملیات نظامی برون مرزی بود که در تاریخ ۲۷ فوریه ۲۰۲۰ توسط نیروهای مسلح ترکیه (TSK) علیه نیروهای مسلح سوریه در منطقه ادلب واقع در شمال غربی سوریه انجام شد. این عملیات در پاسخ به حمله هوایی بلیون آغاز شد. حلوصی آکار، وزیر دفاع ملی ترکیه دربارهٔ اهداف این عملیات اظهار داشت: عملیات سپر بهار که برای حفاظت از امنیت مرزهای کشور مطابق با قوانین بین‌المللی و بر اساس حق ذاتی دفاع مشروع مقرر در ماده ۵۱ منشور سازمان ملل متحد و قطعنامه‌های شورای امنیت این سازمان و در چارچوب توافق‌نامه‌های سوچی و آستانه در تاریخ ۲۷ فوریه آغاز شد، با موفقیت و به شکل برنامه‌ریزی شده در حال اجرا است. آکار همچنین تصریح کرد که انتظار ما از روسیه، استفاده از قدرت مؤثر خود برای توقف حملات عناصر رژیم اسد و عقب‌نشینی آنها به پشت مرزهای توافق سوچی است. هدف ما توقف قتل‌عام مردم سوریه توسط رژیم اسد و مقابله با موج جدید مهاجرت است. در ۵ مارس، ترکیه و روسیه در مسکو توافقنامه آتش‌بس امضا کردند.

## پیش زمینه
در تاریخ ۲۷ فوریه سال ۲۰۲۰، در اوج عملیات فجر ادلب ۲، نیروی هوایی سوریه و احتمالاً نیروی هوایی روسیه، حملات هوایی علیه کاروان ارتش ترکیه در بلیون واقع در استان ادلب انجام دادند. حملات هوایی منجر به کشته شدن ۳۴ سرباز ترک و زخمی شدن ۳۶ تا ۶۰ نفر شد. روز بعد روسیه تکذیب کرد که حملات هوایی در منطقه انجام داده‌است و اظهار داشت که تلاش کرده‌است تا ارتش سوریه را متقاعد کند در منطقه آتش‌بس اعلام کند تا اجازه دهد سربازان ترکیه از منطقه خارج شوند، اما متذکر شد که نیروهای ترکیه نباید در جایی که «عملیات ضد تروریستی» در آن جریان داشت حضور می‌یافتند و اعلام داشت که ترکیه دربارهٔ حضور نظامیان خود در ادلب به ما اطلاع نداده بود. ترکیه خاطرنشان کرد: روسیه از مکان نیروهای ترکیه آگاه بوده‌است، چرا که دو کشور مرتباً در این باره با یکدیگر ارتباط برقرار می‌کردند.

## گاه‌شمار عملیات

### ۲۷–۲۸ فوریه ۲۰۲۰
پس از حمله هوایی بلیون، ترکیه خبر از آغاز مداخله نظامی در سوریه تحت نام عملیات سپر بهار داد، هدف این عملیات متوقف کردن پیشروی نیروهای دولت سوریه در مواضع شورشیان سوری در ادلب و کمک به شورشیان سوری برای بازپس‌گیری مواضع از دست رفته‌شان و بازگرداندن خط مقدم نبرد به وضعیت قبل از عملیات فجر ادلب ۲ بود. براساس اعلام وزارت دفاع ملی ترکیه، ترکیه به حملات هوایی پاسخ داد و ادعا کرد ۳۲۹ سرباز دولت سوریه را از پا درآورده و پنج فروند بالگرد، ۲۳ تانک، ۱۰ خودروی زرهی، ۲۳ توپ و هویتزر، پنج دستگاه کامیون مهمات، یک سامانه سام-۱۷ و یک سام-۲۲، سه انبار مهمات، دو انبار ذخیره کالا و یک مقر فرماندهی دولت سوریه را منهدم کرده‌است، که قابل تأیید نیست. یک مقام نظامی سوریه اذعان کرد که وسایل نقلیه زرهی و وانت‌های مسلح آنها به شدت هدف قرار گرفته و زرادخانه آنها در شمال غربی سوریه به شدت آسیب دیده‌است. حملات تلافی جویانه دولت سوریه در شب، منجر به کشته شدن یک سرباز ترک و زخمی شدن شش سرباز دیگر شد.
به گزارش دیده‌بان حقوق بشر سوریه، یک سرباز ترکیه، ۱۱ سرباز سوری و چهار عضو حزب الله لبنان در جریان درگیری‌ها کشته شدند.

### ۲۹ فوریه ۲۰۲۰
بر اساس گزارش دیده‌بان حقوق بشر سوریه، ۲۶ نفر از نیروهای مسلح سوریه و شبه‌نظامیان وفادار به اسد در گلوله‌باران و حملات پهپادی ترکیه در حومه ادلب و حلب کشته شدند. همچنین گزارش شد که سیزده خودروی نظامی نیروهای سوری نیز منهدم شده است.
ترکیه همچنین مرکز مطالعات و تحقیقات علمی سوریه در السفیره را مورد حملات هوایی قرار داد.  یکی از مقامات ترکیه ادعا کرد که دولت سوریه از این مرکز برای تولید سلاح‌های شیمیایی استفاده می‌کرده است.
بر اساس گزارش دیده‌بان حقوق بشر سوریه، بین ۲۸ تا ۲۹ فوریه، نیروهای ترکیه ۴۸ سرباز و شبه نظامی طرفدار دولت سوریه (از جمله ۱۴ تن از جنگجویان و فرماندهان حزب الله) را کشته‌ و دستکم ۱۳ خودروی نظامی متعلق به دولت سوریه را منهدم کرده‌اند.

### ۱ مارس ۲۰۲۰
یک پهپاد تی. اِی. آی آنکا ترکیه توسط نیروهای سوری سرنگون شد. دو فروند جنگنده سوخو ۲۴ سوریه توسط جنگنده‌های اف ۱۶ نیروی هوایی ترکیه سرنگون شد. هر چهار خلبان سوری به سلامت ایجکت کردند. نیروهای سوری و ترکیه این سقوط را تأیید کردند. حملات پهپادهای ترکیه به نیروهای سوری در جبل الزاویه، الحمیدیه و حومه ادلب منجر به کشته شدن ۱۹ سرباز سوری شد.
ترکیه تیپ ۴۷، مستقر را در فرودگاه نظامی حماه را مورد حملات پهپادی قرار داد.

### ۲ مارس ۲۰۲۰
یک پهپاد ترکیه توسط پدافند هوایی سوریه در نزدیکی سراقب سرنگون شد. دیده‌بان حقوق بشر سوریه گزارش داد که ۲۶ سرباز دولت سوریه در بمباران و حملات پهپادی ترکیه به جبل الزاویه، حومه جنوب ادلب، سراقب و حومه آن کشته شده‌اند.

### ۳ مارس ۲۰۲۰
حملات پهپادی ترکیه به خودروهای نظامی و نیروهای سوری ادامه یافت. در اوایل روز ۳ مارس، نیروهای سوریه اقدام به انجام حملات توپخانه ای به نیروهای ترک مستقر در فرودگاه تفتناز کردند که منجر به کشته شدن یک سرباز ترکیه و زخمی شدن ۳ نفر دیگر شد. یک جنگنده اف ۱۶ نیروی هوایی ترکیه یک هواپیمای آئرو ال-۳۹ آلباتروس سوری را بر فراز ادلب سرنگون کرد. خلبان هواپیما موفق به ایجکت شد یگان های ارتش سوریه بلافاصله جستجوی زمینی را برای نجات وی آغاز کردند. نیروهای شورشی اظهار داشتند که جسد خلبان را پیدا کرده‌اند، در حالی که ارتش سوریه بعداً اعلام کرد که خلبان را پس از انجام یک عملیات جستجو و نجات رزمی در ۲ کیلومتری پشت خطوط شورشیان نجات داده است. متعاقباً یک هواپیمای بدون سرنشین بایراکتار تی-بی۱ توسط ارتش عربی سوریه در کفر داعل واقع در حومه غربی حلب سرنگون شد.
روی زمین، ارتش سوریه موفق به حفظ شهر سراقب و تصرف چندین روستای اطراف آن و همچنین عقب راندن نیروهای شورشی شد که از حمایت توپخانه و نیروی هوایی ترکیه برخوردار بودند. به گفته دیدبان حقوق بشر سوریه و المصدر، درگیری‌های روز گذشته منجر به کشته شدن ۷۵ شورشی و ۴۰ جنگجوی طرفدار دولت شده‌است، در حالی که حملات هوایی ترکیه به مواضع حکومت سوریه در میان پیشروی آنها به سمت شهر تل آفس کاهش یافته‌است. حملات ارتش سوریه به اطراف ترنبه واقع در غرب سراقب و المسطومه در ادلب منجر به کشته شدن چهار سرباز ترک و زخمی شدن هفت تن شد.
بر اساس گزارش دیده‌بان حقوق بشر سوریه، بین ۲۷ فوریه تا ۳ مارس، ۱۱۹ تن از نیروهای مسلح و شبه نظامیان طرفدار دولت و همچنین ۲۰ نیروی غیر سوری، از جمله ده نفر از اعضای حزب الله لبنان و چهار ایرانی، کشته شدند.

### ۴ مارس ۲۰۲۰
منابع ترک ادعا کردند که در اثر حملات هواپیماهای بدون سرنشین در نزدیکی سراقب، سهیل الحسن هدف حمله قرار گرفته و زخمی شده‌است.
یک فروند پهپاد بایراکتار تی-بی۲ ترکیه توسط پدافند هوایی ارتش عربی سوریه در عصر این روز بر فراز استان ادلب سرنگون شد.
براساس گزارش دیده‌بان حقوق بشر سوریه، ۱۹ نیروی سوری و ۷ نیروی غیر سوری بر اثر گلوله باران و حملات پهپادی ترکیه در حومه ادلب کشته شدند.

### ۵ مارس ۲۰۲۰
دیدبان حقوق بشر سوریه گزارش داد که در جریان تهاجم ارتش سوریه به استان ادلب ۱۴۴۹ سرباز سوری و ۱۴۶۹ شورشی سوری کشته شده‌اند، در همین مدت ۷۳ سرباز ترک نیز کشته شدند. ۱۷۰ سرباز سوری و ۲۷ جنگجوی خارجی متحد دولت سوریه در اثر حملات هواپیماهای بدون سرنشین و توپخانه ترکیه در طول عملیات سپر بهار کشته شدند.
موسسه خاورمیانه گزارش داد که بین ۲۷ فوریه تا ۵ مارس در حملات پهپادی و توپخانه‌ای ترکیه و شورشیان سوری حداقل ۴۰۵ جنگجوی طرفدار دولت کشته شده‌اند. این موسسه در ادامه افزود دولت سوریه در طول عملیات ترکیه دستکم ۷۳ خودروی زرهی را بر اثر حملات پهپادی و موشک‌های هدایت پذیر ضد تانک شورشیان از دست داده است.

## آتش‌بس
در ۵ مارس ۲۰۲۰ روسای جمهور ترکیه و روسیه، اردوغان و پوتین برای انجام مذاکرات سطح بالا در مسکو با یکدیگر دیدار کردند. با توجه به اظهارات روسای جمهور ترکیه و روسیه، قرار شد آتش‌بس در منطقه ادلب از ساعت ۰۰:۰۰ روز ۶ مارس به مرحله اجرا در آید. شرایط آتش‌بس شامل ایجاد یک گذرگاه امن به عرض شش کیلومتر به سمت شمال بزرگراه M-4 و شش کیلومتر به سمت جنوب این بزرگراه است که باید از ۱۵ مارس توسط روسیه و ترکیه به‌طور مشترک گشت زنی شود.